# Kabinett Steinhoff (Nordrhein-Westfalen)
Das Kabinett Steinhoff bildete vom 29. Februar 1956 bis 24. Juli 1958 die Landesregierung von Nordrhein-Westfalen.
| Amt                                    | Name             | Partei | Partei  |
| -------------------------------------- | ---------------- | ------ | ------- |
| Ministerpräsident                      | Fritz Steinhoff  |        | SPD     |
| Stellvertreter des Ministerpräsidenten | Willi Weyer      |        | FDP     |
| Finanzen                               | Willi Weyer      |        | FDP     |
| Inneres                                | Hubert Biernat   |        | SPD     |
| Justiz                                 | Rudolf Amelunxen |        | Zentrum |
| Kultus                                 | Paul Luchtenberg |        | FDP     |
| Ernährung, Landwirtschaft und Forsten  | Josef Effertz    | FDP    |         |
| Wirtschaft und Verkehr                 | Hermann Kohlhase | FDP    |         |
| Bundesangelegenheiten                  | Karl Siemsen     |        | SPD     |
| Wiederaufbau                           | Fritz Kaßmann    | SPD    |         |
| Arbeit und Soziales                    | Heinrich Hemsath | SPD    |         |